# Неудержимые 3
«Неудержимые 3» (англ. The Expendables 3) — американский боевик, продолжение фильма «Неудержимые 2». Мировая премьера фильма состоялась 13 августа 2014 года. Единственный фильм во франшизе с рейтингом PG-13. А в странах СНГ — единственный фильм франшизы с рейтингом 12+. 
В отличие от предыдущего фильма, являющегося наиболее успешным в серии, «Неудержимые 3» выступили в прокате слабее и получили негативные отзывы от кинокритиков, а исполнитель роли центрального антагониста Мел Гибсон, наряду с Келси Грэммером и Арнольдом Шварценеггером, был номинирован на премию «Золотая малина» в категории «Худшая мужская роль второго плана». Так же подвергся критике подростковое возрастное ограничение фильма (PG-13). Это было исправлено в последующем фильме «Неудержимые 4».

## Сюжет
Прошло восемь лет с тех пор, как Док (Уэсли Снайпс) угодил в тюрьму, которой нет на картах. Во время его перевозки к поезду подлетает вертолёт с Барни Россом. Ему удаётся спасти Дока и взорвать тюрьму при помощи мчащегося на большой скорости поезда. Освободив товарища, Барни признается, что сделал это не только из-за личных побуждений, но Док нужен ему для очередного задания. «Неудержимым» поручено предотвратить сделку по продаже вакуумного оружия.
«Неудержимые» едут в Сомали по заданию нанимателя Барни — агента ЦРУ Макса Драммера (Харрисон Форд). Добравшись до места, команда узнаёт, что в сделке участвует бывший член Неудержимых — Конрад Стоунбэкс (Мел Гибсон), считавшийся погибшим. «Неудержимые» в ходе боя, как обычно, справились с превосходящими по численности силами врага, однако член команды Цезарь (Терри Крюс) получает пару серьёзных ранений, а Конрад ускальзывает, сбросив на них бомбу, но отряд спасся. После этого Драммер отчитывает Барни за провал операции. Тогда Барни, опасаясь, что кто-то из его товарищей также может пострадать, набирает новых, молодых бойцов, среди которых компьютерный гений Торн (Глен Пауэлл), девушка-вышибала Луна (Ронда Раузи), солдат Марс (Виктор Ортис), бывший морпех Смайли (Келлан Латс) и ещё пара человек. Его прежняя команда тоже собирается лететь, но Барни отказывает, так как уже сказал все, что хотел, и не хочет подвергать их жизни опасности.
Обновленные «Неудержимые» едут в Бухарест, где должна состояться следующая встреча. Барни наблюдает из бинокля за Конрадом, выходящим из своего автомобиля под охраной в галерею, где и проходит сделка. Ночью должна состояться операция, в которой «Неудержимые» должны взять Стоунбэкса живым. В машине Росс спрашивает Луну, почему она в качестве «семьи» выбрала наёмников. После этого, Смайли и Марс вместе взбираются на крышу галереи и спускаются по канатам, а Торн контролирует камеры внутри галереи. Сделка кончается, а новые «Неудержимые» устраивают в этот момент перестрелку, заманивают Конрада в ловушку и берут в плен. Барни решает довести его до Гааги. В грузовике Стоунбэкс рассказывает: когда-то вместе с Барни они создали «Неудержимых», но Конрад в итоге решил не довольствоваться ролью исполнителя, а самому стать командиром, из-за чего покинул команду. Из-за успешной деятельности Стоунбэкса США поручают «Неудержимым» уничтожить их бывшего коллегу, в ходе боя погибают троё участников команды. Поддавшись эмоциям Барни избивает пленника, после чего замечает на его руке маячок. В этот момент на вертолётах подлетают люди Стоунбэкса и из гранатомётов обстреливают грузовик, спасают Конрада, а молодых ребят Барни берут в заложники.
Взрыв от ракеты отбрасывает Барни в воду с моста, и Конрад считает его погибшим. Росс ударяется головой об камень и едва не тонет, однако к утру течение относит его к берегу, где его находят наёмники Стоунбэкса. Они собираются убить Барни, но ему удаётся расстрелять их из пистолета. Он добирается до военной базы, где встречает Тренча (Арнольд Шварценеггер) и рассказывает ему о случившемся. При помощи Тренча Барни удаётся собрать «ветеранов» и присоединить солдата испанского иностранного легиона Гальго (Антонио Бандерас). Узнав, где находится «молодёжь», «старики» идут их спасать.
Барни, Кристмас, Гальго, Док и остальная команда «Неудержимых» добираются до заброшенного отеля, где Конрад держит пленников. Они освобождают их, не сталкиваясь при этом с людьми Конрада. Стоунбэкс наблюдает за действиями «Неудержимых» с помощью камер и связывается с командой. Он говорит, что специально привёл их в это место и что они должны за 45 секунд покинуть здание, но Торн за 3 секунды до взрыва обезвреживает бомбу, правда, заряда у аккумулятора остаётся на 25 минут. После чего Конрад отправляет на подмогу своих наёмников — продажных солдат азменистанской армии. «Неудержимые», вступив в бой с противником, получают преимущество: Гуннар Йенсен и Толл Роуд захватывают один из танков, Барни с лёгкостью расстреливает наёмников из двух пистолетов, а Гальго вместе с Луной побеждают бандитов с помощью боевых искусств и автоматов врага. Торн же бездействовал на протяжении всего боя. В трудный для команды момент на вертолёте прибывают Макс Драммер, Тренч и Инь Ян (Джет Ли). Тренч и Ян расстреливают из пулемётов вертолёты людей Стоунбэкса. Очередной успех «Неудержимых» приводит Конрада в бешенство: в порыве гнева он убивает двух своих солдат и едет лично убить Барни. Он выезжает к нему на грузовике и встречается лицом к лицу со своим врагом. А в это время со стороны бандитов прибывает подкрепление и Макс готовится загрузить команду к себе в вертолёт, однако Барни задерживается в связи с прибытием Конрада. Между двумя лучшими «Неудержимыми» завязывается схватка, в ходе которой Барни удаётся расстрелять из револьвера Конрада. Аккумулятор разряжается, время заканчивается, гремит мощный взрыв, который за считанные секунды уничтожает отель. Команда «Неудержимых» успевает спастись на вертолёте Макса. Однако на последних секундах Барни выбегает на крышу отеля и успевает зацепиться за трос, прежде чем всё здание рухнуло.
«Неудержимые» отправляются в бар, чтобы отметить очередную победу и выздоровление Цезаря: Кристмас и Док соревнуются в кидании ножей, Луна показывает всем свою татуировку, а Барни говорит Максу, что работать с ним не так уж и плохо.

## В ролях
| Актёр                | Роль                                                   |
| -------------------- | ------------------------------------------------------ |
| Сильвестр Сталлоне   | командир "Неудержимых" Барни Росс                      |
| Джейсон Стейтем      | мастер боевых искусств Ли Кристмас                     |
| Антонио Бандерас     | бывший солдат испанского легиона Гальго                |
| Джет Ли              | мастер кунг-фу Инь Ян                                  |
| Уэсли Снайпс         | участник отряда "Неудержимых" Док                      |
| Дольф Лундгрен       | сумасшедший военный Гуннар Йенсен                      |
| Келси Грэммер        | Бонапарт                                               |
| Рэнди Кутюр          | Толл Роуд                                              |
| Терри Крюс           | член "Неудержимых" Хэйл Цезарь                         |
| Келлан Латс          | бывший морской пехотинец Джон Смайли                   |
| Ронда Раузи          | Луна                                                   |
| Глен Пауэлл          | компьютерный гений Торн                                |
| Виктор Ортис         | Марс                                                   |
| Роберт Дави          | Горан Вата                                             |
| Мел Гибсон           | Торговец оружием, главный антагонист Конрад Стоунбэнкс |
| Харрисон Форд        | агент ЦРУ Макс Драммер                                 |
| Арнольд Шварценеггер | давний знакомый Барни Тренч                            |
| Сарай Гивати         | Камилла                                                |
| Натали Бёрн          | жена Конрада                                           |

## Создание
В конце октября 2012 года на Американском кинорынке был официально анонсирован третий фильм — «Неудержимые 3», запланированный к началу съёмок в августе 2013 года и выходом на экраны в 2014-м.
Ранее, в марте, Рэнди Кутюр сообщал, что съёмки следующего фильма могут начаться в конце года. Принять в нём участие уже было предложено Стивену Сигалу, а на прошедшем в июле фестивале San Diego Comic-Con International свою заинтересованность выразил Джеки Чан.
В следующем месяце продюсер Ави Лернер рассказал, что сыграть в продолжении, куда, по его словам, вернутся все ключевые актёры предыдущих фильмов, дал своё согласие Николас Кейдж, кроме того, им было оглашено намерение привлечь в фильм Уэсли Снайпса и вновь задействовать Микки Рурка. Вдобавок к этому, Лернер объявил о ведении переговоров с Клинтом Иствудом, для которого к тому моменту уже был придуман подходящий персонаж, и Харрисоном Фордом. Однако впоследствии Клинт Иствуд отстранился от проекта, шутливо признавшись в интервью, что скорее предпочёл бы срежиссировать ленту, нежели сняться в ней.
Вскоре после заявлений Ави Лернера режиссёр второй ленты Саймон Уэст поведал, что был бы не прочь заполучить в третий фильм ушедшего с экранов Шона Коннери, а Чак Норрис сообщил, что не примет участие в триквеле, сочтя достаточным и одного своего появления во франшизе. В том же месяце Сильвестр Сталлоне намекнул о возможной смене жанра следующего фильма, озвучив вместе с тем, что в «Неудержимых 3» может появиться олимпийская чемпионка по боксу Кэти Тейлор. Также не исключается возможность возвращения Жан-Клода Ван Дамма, на этот раз в роли брата-близнеца Жана Вилена — Клода Вилена, который, по словам актёра, внешне может значительно отличаться от своего брата, в частности, быть длинноволосым, чем характерны персонажи Ван Дамма в таких картинах, как «Трудная мишень» и «Репликант».
В декабре, на пресс-конференции фильма «Доспехи бога: Миссия Зодиак» в Малайзии, Джеки Чан огласил потенциальное «да» на участие в триквеле, при условии, что ему будет отведена полновесная роль, а Шон Коннери, для которого «Неудержимые 3» стали бы первым фильмом с 2003 года, по некоторой информации, напротив, отклонил поступившее предложение с гонораром в 610 тысяч долларов.
В том же месяце, со слов Ави Лернера, стало известно, что съёмки ленты стартуют летом 2013 года и снова пройдут в Болгарии на студии Nu Boyana.

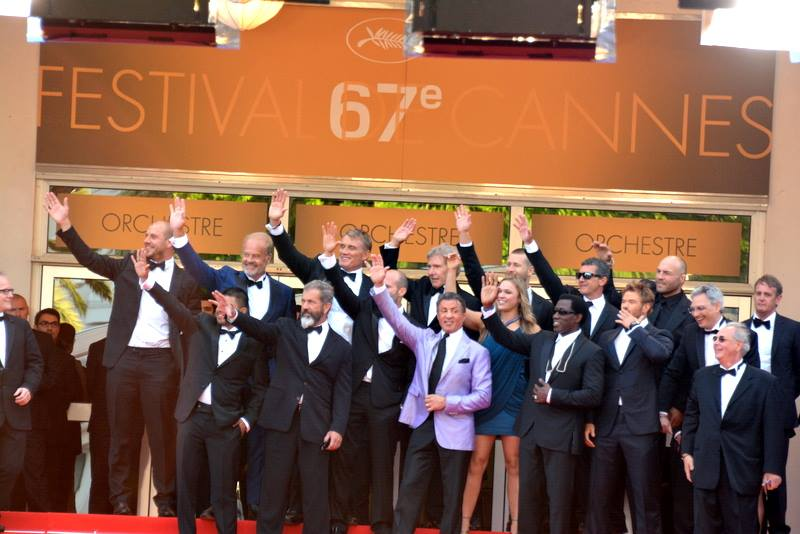
Канны 2014

В январе 2013 года в прессу просочился слух, согласно которому — в случае, если вмешательство со стороны студии и продюсеров в производственный процесс будет сведено к минимуму, а само действие картины развернётся в Китае — за постановку третьего фильма серии может взяться китайский режиссёр Джон Ву, однако впоследствии он не подтвердился.
Затем, на премьере боевика «Контрольный выстрел», Сильвестр Сталлоне намекнул об идее задействовать в «Неудержимых 3» бывшего президента страны Билла Клинтона, при этом вновь упомянув в качестве планируемых кандидатур Джеки Чана, Уэсли Снайпса и, несмотря на ранние опровержения, Николаса Кейджа.
В конце же следующего месяца переговоры относительно участия в проекте начал Винни Джонс.
В марте Сильвестр Сталлоне в своём Твиттере поведал об уже начатом процессе написания сценария к фильму, а в апреле им было подтверждено участие Уэсли Снайпса и намерение заполучить в качестве режиссёра Мела Гибсона, которое к успешному исходу не привело.
Вскоре, 23 апреля, режиссёрский пост «Неудержимых 3» был доверен начинающему австралийскому постановщику Патрику Хьюзу, создателю вестерна «Красный холм», произведшего на Сталлоне неизгладимое впечатление.
Спустя некоторое время, 15 мая, было официально подтверждено возвращение в третий фильм Микки Рурка.
21 мая появилась информация о переговорах Сталлоне с Сигалом, который «говорит, что снимется в „Неудержимых 3“, если роль ему подойдет…». 1 июня стало известно, что Сталлоне намерен предложить одну из ролей актрисе Милле Йовович.
3 июня появилось сообщение, что киностудия Lionsgate анонсировала дату премьеры фильма «Неудержимые 3». Картина выйдет в прокат 15 августа 2014 года.
10 июня снова появились слухи об участии в третьей части Мела Гибсона, на этот раз в качестве отрицательного персонажа. О своей готовности сниматься в картине объявил Халк Хоган, не исключает своего участия и Дуэйн Джонсон.
В середине июня Арнольд Шварценеггер подтвердил своё участие в фильме, добавив, что съёмки начнутся в августе в Лос-Анджелесе. 15 июля в своём Твиттере Сталлоне написал загадочную фразу «Mad Max vs Barney Ross……», из чего можно сделать вывод, что переговоры с Мелом Гибсоном как минимум проходят успешно или даже близятся к завершению. Подтверждений об участии в фильме Стивена Сигала пока не поступало.
24 июля пришло известие, что к экшн-команде во главе с Сильвестром Сталлоне может присоединиться Келлан Латс. Звезда «Сумерек» ведёт переговоры с создателями картины. Какая именно роль уготована 28-летнему американцу, пока не сообщается, но, по словам инсайдеров, сюжет триквела будет строиться вокруг соперничества молодых наёмников с опытной группой Барни Росса. Изначальное противостояние представителей разных поколений завершится их объединением на благо успешного выполнения очередной миссии.
Также сообщалось о возможном участии во франшизе Ронды Роузи и боксёра Виктора Ортиса. Один из источников заявил об отказе Кейджа участвовать в «Неудержимых» и даже опубликовал интервью актёра, где тот сообщает, что его появление в третьей части маловероятно. 7 августа Сталлоне сделал очередное заявление в Твиттере: Брюс Уиллис не будет сниматься в третьей части, зато вместо него во франшизе появится Харрисон Форд, о предполагаемом участии которого шёл разговор с самого начала обсуждения кандидатов в третью часть.
13 августа продюсер фильма, Боаз Дэвидсон, опубликовал на своей странице в Facebook список актёров, которые будут принимать участие в съёмках третьей части: Сильвестр Сталлоне, Джейсон Стейтем, Харрисон Форд, Мел Гибсон, Дольф Лундгрен, Уэсли Снайпс, Джет Ли, Рэнди Кутюр, Антонио Бандерас, Ронда Роузи, Терри Крюс, Арнольд Шварценеггер, Виктор Ортис и Келлан Латс. Ранее заявленные Микки Рурк, Милла Йовович, Николас Кейдж и Джеки Чан в списке отсутствуют.

### Съёмки
Съёмки третьего фильма стартовали в Болгарии на студии Nu Boyana (София) 19 августа и завершились 22 октября. В сентябре 2013 года Терри Крюс рассказал в интервью, что Джейсон Стэтхэм пережил аварию на съёмочной площадке, когда грузовик, которым он управлял, упал в Чёрное море после того, как у него отказали тормоза. В интервью в ноябре 2013 года Рэнди Кутюр подтвердил, что съёмки завершены и что ведутся обсуждения четвертого фильма Неудержимые.

## Музыка
Вся музыка написана Брайаном Тайлером.
| №   | Название                     | Длительность |
| --- | ---------------------------- | ------------ |
| 1.  | «The Drop»                   | 2:28         |
| 2.  | «Lament»                     | 2:00         |
| 3.  | «Right on Time»              | 3:14         |
| 4.  | «The Art of War»             | 0:57         |
| 5.  | «Stonebanks Lives»           | 5:27         |
| 6.  | «Too Much Faith»             | 2:36         |
| 7.  | «Late for War»               | 3:17         |
| 8.  | «Descent into War»           | 3:57         |
| 9.  | «Bring You Luck»             | 1:54         |
| 10. | «Infiltrating the Block»     | 5:25         |
| 11. | «Threat Doubled»             | 2:28         |
| 12. | «Galgo's Grand Enterance»    | 0:29         |
| 13. | «Look Alive»                 | 5:33         |
| 14. | «Package Secured»            | 2:55         |
| 15. | «We Were Brothers»           | 3:56         |
| 16. | «The Last Window»            | 2:03         |
| 17. | «Valet Parking Done Right»   | 3:26         |
| 18. | «Moral Chess Games»          | 2:02         |
| 19. | «Armored Freaking Transport» | 6:02         |